# Glacier Lyell
Le glacier Lyell (en anglais : Lyell Glacier) est un glacier de la Sierra Nevada, aux États-Unis. Il est situé sur les pentes septentrionales du mont Lyell, dans le comté de Tuolumne, en  Californie. Il est protégé au sein de la Yosemite Wilderness, dans le parc national de Yosemite.